# Кизилярівська печера імені Г. А. Максимовича
Кизилярівська печера імені Г. А. Максимовича (рос. Кызыляровская пещера им. Г. А. Максимовича) — печера в Башкортостані, Росія. Печера комплексного (горизонтально-вертикального) типу простягання. Загальна протяжність — 2217 м. Глибина печери становить 25 м. Категорія складності проходження ходів печери — 2А. Печера відноситься до Інзеро-Нугуського району Башкирського мегантиклінорія Центральноуральської спелеологічної провінції.